# Bankseilanden
De Bankseilanden (of Îles Banks) zijn een eilandengroep gelegen in het noorden van Vanuatu. Samen met de Torreseilanden in het noordwesten vormen ze de provincie Torba. 
De twee grootste Bankseilanden zijn Gaua en Vanua Lava; twee van de 13 grootste eilanden van Vanuatu. De Bankseilanden liggen ongeveer 120 kilometer ten noorden van het grootste eiland van Vanuatu: Espiritu Santo (3956 km²) en ongeveer 450 km van de hoofdstad Port Vila.

## Geografie
Het grootste eiland van de Bankseilanden is Gaua. Dit eiland heeft een ruig terrein, met als hoogste punt de actieve vulkaan Gharat. Deze heeft een hoogte van 797 meter. In de krater bevindt zich het Letasmeer, het grootste zoetwatermeer van Vanuatu. 
Het op een na grootste eiland van de groep is Vanua Lava. Dit eiland is iets kleiner dan Gaua, maar wel hoger met het hoogste punt op 946 meter. Ook dit eiland heeft een actieve vulkaan, de Suretamate. 
Ten oosten van Vanua Lava bevinden zich twee kleine eilanden; Ravenga en Kwakea (of Qakea). Sola, de provinciale hoofdstad, bevindt zich op dit eiland. Het op twee na grootste eiland, Uréparapara (ook bekend als Parapara), is een oude vulkanische kegel die door de zee doormidden is gebroken.
Ten oosten van deze grotere eilanden liggen een aantal kleinere eilanden. Het meest noordelijk, 50 kilometer ten noordoosten van Ureparapara, ligt Vet Tagde (Vot Tande of Vot Ganai), een uitgedoofde vulkaan die 3.5 miljoen jaar geleden voor het laatst is uitgebarsten. De Rowaeilanden zijn een aantal zeer kleine eilanden ten oosten van de eilandenketen.

## Geschiedenis
De Bankseilanden waren de eerste eilanden van Vanuatu die werden ontdekt door Europese ontdekkingsreizigers. In 1606 arriveerde de Portugese ontdekkingsreiziger Pedro Fernández de Quirós bij Gaua, voordat hij koers zette richting Espiritu Santo. Hier stichtte hij een kolonie, die maar een kort leven beschoren was. In 1774 verkende kapitein James Cook een groot deel van Vanuatu. De eilanden werden voor het eerst nader onderzocht door William Bligh van de Britse marine. Hij vernoemde de eilanden naar Joseph Banks. De eilanden werden in kaart gebracht door Matthew Flinders. Vanua Lava werd in 1859 voor het eerst verkend door de Nieuw-Zeelandse bisschop George Augustus Selwyn.

## Taal en cultuur
De eilandbewoners zijn van Austronesische komaf. De talen die op het eiland worden gevoerd zijn de Oost-Vanuatu talen, die behoren tot de Oceanische talen. Enkele van deze talen zijn bedreigd, en worden door minder dan 100 mensen gesproken. De meest voorkomende taal op de eilanden is Mwotlap, met gemiddeld 1800 sprekers.
De primaire economische activiteit van de eilanden is landbouw. Het merendeel hiervan is voor eigen gebruik, maar koffie, kopra en cacaobonen worden verbouwd voor de export. De zwavel bij Suretamate werd voorheen afgegraven door een Frans bedrijf.
Toerisme is een belangrijke bron van inkomen voor de eilanden.

## Transport
Er zijn vliegvelden op Mota Lava, Vanua Lava en Gaua. Vooral Air Vanuatu maakt gebruik van deze vliegvelden. Verder hebben de eilanden enkele havens die voornamelijk door vrachtschepen worden aangedaan.